# Kensington (Minnesota)
Kensington es una ciudad ubicada en el condado de Douglas en el estado estadounidense de Minnesota. En el Censo de 2010 tenía una población de 292 habitantes y una densidad poblacional de 310,58 personas por km².

## Geografía
Kensington se encuentra ubicada en las coordenadas 45°46′42″N 95°41′49″O / 45.77833, -95.69694. Según la Oficina del Censo de los Estados Unidos, Kensington tiene una superficie total de 0.94 km², de la cual 0.94 km² corresponden a tierra firme y (0%) 0 km² es agua.

## Demografía
Según el censo de 2010, había 292 personas residiendo en Kensington. La densidad de población era de 310,58 hab./km². De los 292 habitantes, Kensington estaba compuesto por el 96.92% blancos, el 0.34% eran afroamericanos, el 1.03% eran amerindios, el 0% eran asiáticos, el 0% eran isleños del Pacífico, el 0.34% eran de otras razas y el 1.37% pertenecían a dos o más razas. Del total de la población el 2.74% eran hispanos o latinos de cualquier raza.